# 앱살루트 뮤직
앱살루트 뮤직(Absalute Music)은 2011년 9월에 비즈니즈가 창립한 힙합 레이블이다. 정체되어 있고 고여있는 한국 힙합씬에 활력을 불어 넣고, 아마추어로 머물긴 아까운 인재들을 씬에 정착 시켜주고자 하는 취지로 설립되었으며 여기에는 그가 Rap Superstar K라는 트랙을 통해 발굴한 루키들을 비롯한 신인 멤버들이 포함되었다. 또한 추후 인터뷰에서 비즈니즈는 자신의 상업적인 작업물은 Brand New Music을 통해서 발표할 것이고 언더그라운드적인 활동은 앱살루트 뮤직을 통해서 하겠다고 밝혔다. 창립 후 믹스테이프 발표와 공연 등 활발한 활동을 하다가 2012년이 끝나가면서 활동이 잠잠해졌다. 소속되어 있었던 대표적인 멤버로는 i11evn, 송민호 등이 있다.

## 출신 음악가
- 비즈니즈
- i11evn
- 송민호 a.k.a Mino
- Young Jay
- Holyday
- 노숙
- ILLIPSE
- CHEDDA BOi a.k.a Baby K
- MAKER a.k.a Made Man
- Cockybaby
- HD Beatz
- Kiddo
- Trigga
- Nuear

## 디스코그래피
- BIZNIZ - Can I Talk My Sh!t Again? Vol.2 (Mixtape)
- BIZNIZ (With NODO) - GODFATHER MUSIC (Free Single)
- i11evn - The Next Top 5 (Mixtape)
- Young Jay - GoX3 (Mixtape)
- 노숙 - 한푼 안주셔도 되요 (Mixtape)
- Young Jay, Kiddo, i11evn, 송민호, 노숙, BIZNIZ - Christmas Swag (Free Single)
- BIZNIZ - 스릉흔드..☆★ (Mixtape)
- i11evn - 이중성 (Free Single)
- BIZNIZ - STRICTLY BIZNIZ (EP)
- i11evn - The Hundreds (Single)
- BIZNIZ - WEEKND (Mixtape)
- Baby K - Babyface Killer (Mixtape)
- BIZNIZ - Angstblute (앙스트블뤼테) (정규 앨범)
- 두얼간이 - 신장개업 (Mixtape)